# Scott Township (Allegheny County, Pennsylvania)
Scott Township ist ein Township im US-Bundesstaat Pennsylvania. Das U.S. Census Bureau hat bei der Volkszählung 2020 eine Einwohnerzahl von 17.649 auf einer Fläche von 10,1 km² ermittelt. Scott Township ist Teil der Metropolregion Pittsburgh.

## Demografie
Nach einer Schätzung von 2019 leben in Scott Township 16.428 Menschen. Die Bevölkerung teilt sich im selben Jahr auf in 83,0 % Weiße, 2,0 % Afroamerikaner, 0,1 % amerikanische Ureinwohner, 9,9 % Asiaten und 4,0 % mit zwei oder mehr Ethnizitäten. Hispanics oder Latinos aller Ethnien machten 1,8 % der Bevölkerung aus. Das mittlere Haushaltseinkommen lag bei 70.346 US-Dollar und die Armutsquote bei 5,4 %.